# Free Now
Free Now é um prestador de mobilidade, sediado em Hamburgo, na Alemanha, que opera em mais de 100 cidade Europeias. Free Now foi formada após a joint venture entre a Daimler e a BMW, em Fevereiro de 2019.
Fundada em 2009, desenvolve, opera e promove a app Free Now, a qual liga os clientes com TVDEs e Táxis. Desde 2018, a empresa começou também a oferecer trotinetes eléctricas e, desde 2019, carros privados, dependendo da localização.
O CEO da Free Now na Europa é Eckart Diepenhorst. A sede da empresa fica em Hamburgo. O diretor geral da Free Now em Portugal é Bruno Borges.

## Visão do Produto
Os clientes podem descarregar a app de mobilidade Free Now para Android ou iOS, registar-se e introduzir um número de telefone e um método de pagamento válido (cartão de débito ou crédito, Apple Pay, Google Wallet ou PayPal). Dependendo da localização, os clientes podem ainda pedir um táxi, uma trotinete elétrica ou um carro privado através da app.
A app utiliza o GPS para ligar passageiros, motoristas e passageiros de trotinetes, com base na disponibilidade e proximidade.

## História
A mytaxi foi fundada por dois empreendedores alemães, Niclaus Mewes e Sven Külper. Nesse mesmo ano, ambos fundaram a entidade legal por trás da mytaxi, a Intelligent Apps.
Em maio de 2011, a mytaxi fixou-se em seis cidades na Alemanha - Berlim, Colônia, Dusseldorf, Frankfurt, Hamburgo e Munique. Em agosto do mesmo ano, a mytaxi abriu o primeiro mercado Europeu, em Viena, Aústria. A app está agora disponível em 100 cidades por toda a Europa.
Em setembro de 2014, a Daimelr adquiriu a Intelligent Apps, entrando no mercado de partilha de carro.
Em 2016, a mytaxi adquiriu a Hailo, uma plataforma tecnológica, para formar o maior operador de táxis licenciados.
Após a aprovação regulamentar em Fevereiro de 2019, a Daimler e a BMW anunciaram mil milhões de euros de joint-venture, a família de marcas NOW. O Grupo Free Now é também constituído pelas plataformas Beat, Clever, Hive e Kapten. Marc Berg é o CEO do Grupo Free Now. A família de marcas NOW inclui ainda a Reach Now, Share Now, Park Now e Charge Now.
Em outubro de 2020, foi anunciado que a Uber quer comprar a Free Now tendo oferecido mais de mil milhões de euros à BMW e Daimler para assumir o controlo da empresa.

## Cobertura
A Free Now está atualmente disponível em mais de 100 cidades, de nove países. Tem 100 000 motoristas de táxi registados que usam a app e mais de 750 colaboradores em 26 escritórios por toda a Europa. A Free Now está presente na Áustria, Alemanha, Irlanda, Itália, Polónia, Portugal, Espanha, Suécia e Reino Unido.